# Nescio

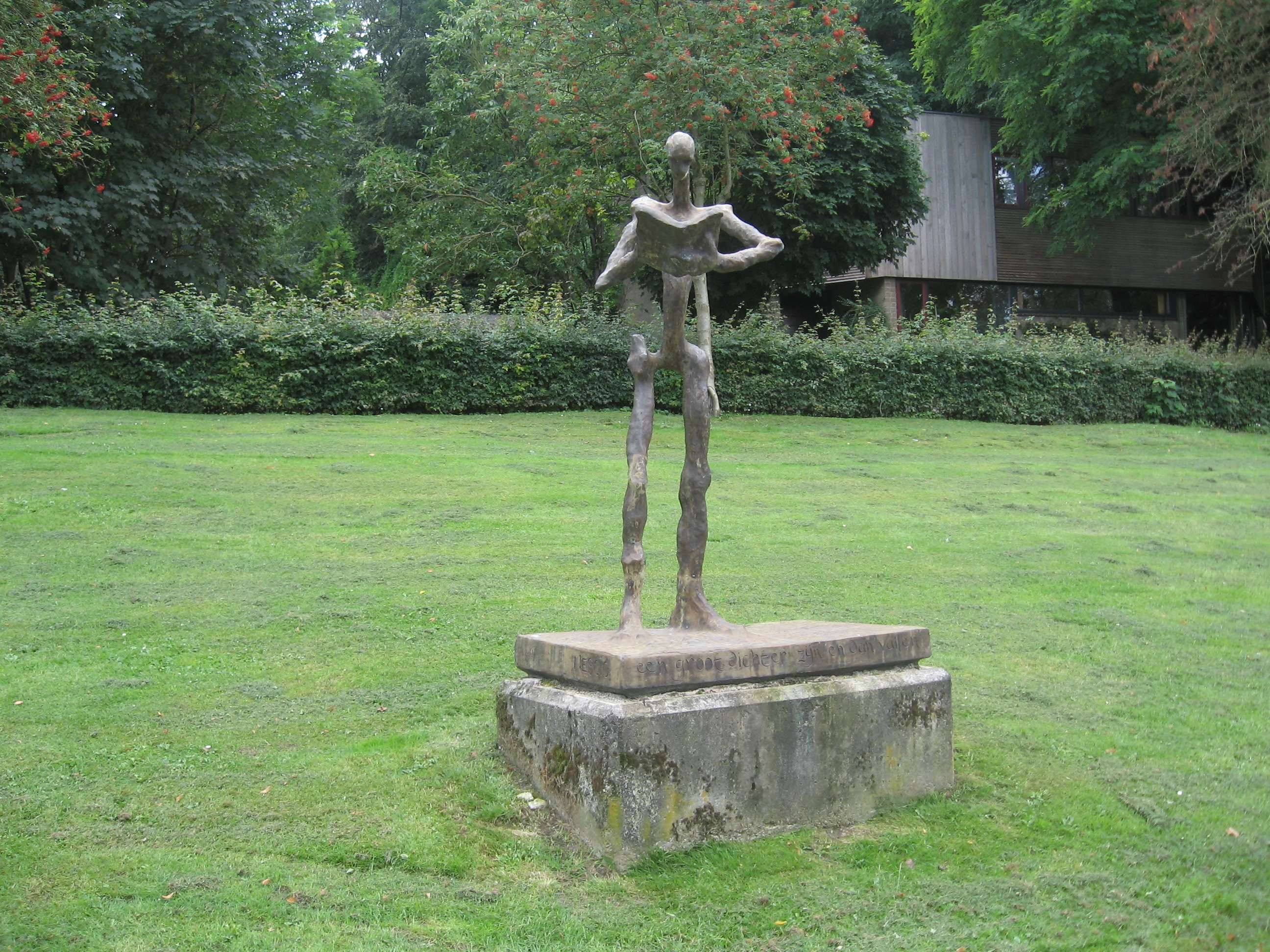
Nescio avbildad som staty i Ubbergen.

Nescio är pseudonym för den nederländske författaren J.H.F. Grönloh (1882–1961). Nescio är främst känd för sina korta romaner och ansedd som en klassisk författare i Nederländerna. Mest känd är han för historierna "De uitvreter" ('Snyltaren', publicerad i tidskriften de Gids 1911), "Titaantjes" ('Titaneller', 1915) och "Dichtertje" ('Skalden', 1918). På senare år har Nescios lätt melankoliska och lågmält humoristiska texter återupptäckts och hans böcker har återutgetts. År 2010 utgavs de tre texterna av det svenska förlaget Malexis, under titeln Titaneller.

## Biografi
Jan Hendrik Frederik Grönloh, kallad Frits, föddes 1882 i Amsterdam. Han läste vidare efter grundskolan och efter fem år på handelsskola tog han examen och började 1899 jobba på kontor, vilket också hans alter ego Koekebakker gör i berättelsen "Titaneller". Kontorsarbetet var mest en boja för sjuttonåringen och hans ointresse gjorde att han fick byta arbetsplats fem gånger inom loppet av ett par år, vilket fick hans far att reagera. Bland annat skrev fadern in honom i en sångförening för att lära honom samarbete och struktur, men detta fick inte avsedd effekt. Dels träffade Frits sin blivande fru Aagje i föreningen, dels  anslöt sig Grönloh och några sångare år 1900 till den socialistiska rörelsen runt Frederik van Eeden. Denne hade, inspirerad av Henry David Thoreau grundat en kooperativ jordbrukskoloni på landsbygden utanför Amsterdam. Vännerna ville gärna tas upp som medlemmar i kolonin, men detta förverkligades inte. Istället grundade de en egen koloni, kallad "Tames" i Huizen, nära IJsselsjön, något som avspeglar sig i Nescios texter. Projektet pågick ett par år, men avslutades 1903.
Parallellt med koloniprojektet fortsatte Grönloh att arbeta som kontorist, först för en bomullshandel i Oldenzaal, sedan i Rheine i Tyskland. År 1904 var han tillbaka i Amsterdam där han började på ett handelsföretag med det engelskklingande namnet The Holland-Bombay Trading Company. Här skulle han komma att stanna hela sin återstående yrkeskarriär. År 1906 gifte han sig med Aagje och med henne fick han de följande åren fyra döttrar. Grönloh klättrade med tiden också uppåt i företagshierarkin, vilket påverkade hans beslut att skriva under pseudonym.
Under åren som följde skrev Grönloh en hel del för byrålådan, och det var inte förrän 1911 han debuterade med berättelsen "Snyltaren" i tidskriften de Gids. Debuten ledde visserligen inte till någon större uppmärksamhet, men Grönloh hade fått grepp om den självironiska, lätt vemodiga stil, som skulle bli hans signum. Historien utspelar sig runt sekelskiftet 1900 och introducerar flera karaktärer som blivit kända även utanför litteratursfären i Nederländerna. Bavink, konstnären som blir besatt av att måla solnedgångar, Hoyer, den självsäkre men misslyckade poeten, berättaren Koekebakker som är Nescios alter ego, och så snyltaren Japi, som på något sätt personifierar gruppens försök att uppnå ett idealtillstånd, befria sig från världens konventioner och krav på framsteg.
År 1914 blev Frits Grönloh utsedd till prokurist på the Holland-Bombay Trading Company. Samma år skickade han in "Titaneller" till tidskriften De Gids, men blev refuserad. En motivering var att det talades lite för frikostigt om erotik och man inte heller var riktigt bekväm i förhållningssättet till Gud. Redaktionen föreslog också att ”Gud” i slutet av Titaneller skulle ersättas av ”Zeus”, eftersom berättelsen ju anspelade på den mytologiska uppresningen av titanerna. Nescio avböjde. Året efter lyckades han trots allt få in Titaneller i tidskriften Groot Nederland istället. Denna publicering följdes av Skalden i de samlade berättelserna 1918. Historien har en lite annan ton än de båda första och är ett sorts avsked till den person som en del av honom ville vara, men som han allt mer lämnade bakom sig. I Skalden stiger Nescio fram själv, men gör också klart att man inte ska dra parallellerna mellan författaren och dikten för långt. Trots sina framgångar på företaget är det ändå med ett visst mått av självförakt som den 35-årige Grönloh nu avslutar sin mest aktiva författarperiod. Det skulle ta 25 år innan han tog upp skrivandet igen.
Inte heller publiceringen i bokform av de tre berättelserna 1918 fick någon större uppmärksamhet i media, och de få recensenterna var inte särskilt positiva. Grönloh gjorde inte heller någonting för att göra berättelserna kända; han deltog inte alls i kulturlivet och var som nämnt anonym genom sin pseudonym. Istället fortsatte han sin företagskarriär. Han gjorde efter första världskrigets slut många resor, bland annat till Indien och runt om i Europa. 1926 utsågs han till en av direktörerna för the Holland-Bombay Trading Company och sannolikt kände han sig nu så pass säker i sin roll att han ett par år senare kunde avslöja sin litteraturpseudonym. Under 1920-talet hade också hans berättelser långsamt börjat spridas, främst i kulturkretsar, och han hade blivit något av ”författarnas författare”. Den ökade uppmärksamheten runt hans texter ledde 1933 till en ny upplaga av hans berättelser och i ett kort förord fanns därför J.H.F. Grönlohs riktiga namn för första gången publicerat i en bok. Tiden hade också blivit mer mogen för hans texter och denna gång möttes boken av övervägande goda pressrecensioner, där det talades om ett unikt tilltal och inkännande stil.
Ledningen av företaget genom kriserna på 20-talet och depressionen på 30-talet, då han också måste avskeda en del av sina trognaste medarbetare, tärde på honom och han var tidvis sjukskriven. 1937 drog han sig tillbaka från ledningen av hälsoskäl, men fortsatte som rådgivare, fram till sin verkliga pensionering 1948. Början av 1940-talet innebar flera svåra slag för Grönloh, bland annat avled hans äldsta dotter i tuberkulos och Nederländerna ockuperades av nazisterna, vilket också medförde att företaget tvingades stänga. Men samtidigt började han också skissa på en del korta nya berättelser, varav några, kallade Mene Tekel, publicerades efter krigets slut 1946. Flera utgåvor av Nescios texter kom under 1950-talet och han fick också flera priser, men i allmänhet försökte han mest hålla sig borta från uppmärksamheten. ”Skriv ingenting alls om mig” är ett berömt svar på frågan vad han helst skulle vilja lyftes fram om honom. Men trots detta etablerade sig Nescio alltmer som en del av det nederländska kulturarvet.
Nescio skulle också få några sista ord med i laget. I maj 1961 publicerades novellsamlingen Boven het dal, en andere verhalen (Ovan dalen, och andra historier), berättelser skrivna på 1940- och 50-talen. Bara ett par månader senare avled Jan Hendrik Frederik Grönloh vid 79 års ålder. Efter hans död har hans rykte fortsatt att spridas och nya upplagor av hans texter har kontinuerligt kommit ut, både i Nederländerna och i andra länder. Trots att hans efterlämnade verkmassa bara utgörs av ett par hundra tryckta sidor, räknas hans författarskap ändå till höjdpunkterna i den nederländska 1900-talslitteraturen.